# Mursa comptalis
Mursa comptalis là một loài bướm đêm trong họ Noctuidae.